# Iglesia de Paderne
La iglesia de Paderne es un templo portugués situado en Paderne y clasificado como monumento nacional en 1910. Se atribuye su fundación a doña Paterna, en el siglo XI, dentro de una abadía femenina. En el siglo XII el convento pasó a manos de monjes agustinos. Las ventanas y el interior se remodelaron entre los siglos XVII y XVIII.